# ألكسندرا بروكس
ألكسندرا جريس بروكس (من مواليد 19 يناير 1995) هي لاعبة كرة قدم إنجليزية تلعب كحارس مرمى لفريق بلاكبيرن روفرز في بطولة الاتحاد الإنجليزي للسيدات.

## مسيرتها الاحترافية مع الأندية
بعد أن اجتازت نظام الأكاديمية، ظهرت ألكسندرا بروكس لأول مرة مع فريق مانشستر سيتي عندما حلت محل كارين باردسلي في مباراة كأس الاتحاد الإنجليزي لكرة القدم ضد دورهام في 13 يوليو 2014. ظهرت أيضًا من حين لآخر في الموسم ونصف التالي قبل انتقالها على سبيل الإعارة إلى إيفرتون طوال موسم 2016 بالإضافة إلى نصف موسم 2017. في العام التالي غادرت مانشيستر سيتي إلى شيفيلد يونايتد.
في 26 يناير 2019، عادت بروكس إلى دوري الدرجة الأولى لكرة القدم الإنجليزية بانتقالها إلى برمنغهام سيتي.